# Gunnar Blomgren
Gunnar Evald Blomgren, född 22 augusti 1866 i Vartofta-Åsaka församling, Skaraborgs län, död 22 oktober 1939 i Borås, var en svensk tandläkare och museiman.
Blomgren blev student vid Lunds universitet 1885, elev vid Göteborgs tandläkareinstitut 1890 samt avlade tandläkarkandidatexamen 1892 och tandläkarexamen 1893. Han var praktiserande tandläkare i Borås från 1894.
Blomgren blev intendent 1904 då De sju häradernas kulturhistoriska förening bildade Borås museum, vars uppbyggnad huvudsakligen var ett verk av Blomgren. Han gjorde även betydande uppteckningar rörande näringslivet Sjuhäradsbygden. Blomgren var på senare år även stadsarkivarie vid Borås stadsarkiv.